# Ryuta Kawashima
Ryuta Kawashima (川島 隆太 Kawashima Ryūta?) (Chiba, Japón, 23 de mayo de 1959) es un neurocientífico japonés. Conocido por su aparición en las series de videojuegos de Brain Training para Nintendo DS (Conocido como Brain Age en Norteamérica) y Brain Training para Nintendo Switch.

## Biografía
Kawashima nació el 23 de mayo de 1959 en la ciudad de Chiba, Japón. En la década de 1970, se inscribió en la Universidad de Tohoku. Después de graduarse como médico de la escuela de medicina, emigró a Suecia para llegar a ser un investigador invitado en el famoso Instituto Karolinska. Después regresó a Tohoku y ahora es profesor numerario.

## Carrera
Uno de sus principales temas de investigación es la cartografía de las regiones del cerebro en las facultades tales como emoción, lenguaje, memorización y afinación. Kawashima está capacitado en neurofisiología y es un experto en imágenes del cerebro. Sus otros temas de investigación incluyen la aplicación de estos conocimientos para ayudar a los niños a desarrollar sus cerebros y ayudar a pacientes a recobrar sus facultades. Él es anfitrión de la famosa serie de videojuegos de Brain Training. Recibió mucha atención cuando se negó a recibir un salario de 15 millones de euros (alrededor de 21 millones de dólares) de parte de la compañía de videojuegos. Según Kawashima, uno solo debe tener esa cantidad de dinero si al menos se había trabajado para ello. Finalmente aceptó un salario de 70.000 euros por año; el resto del dinero lo usaría para sus investigaciones.

## Publicaciones
En 2001 Ryuta Kawashima condujo una investigación en la Universidad de Tohoku en Japón, en la que se afirma que los lóbulos frontales no eran estimulados durante las sesiones de videojuegos. Sin embargo, los científicos rechazaron sus estudios después de que él afirmó que la falta de estimulación puede impedir potencialmente el desarrollo del cerebro y afectar negativamente la habilidad de las personas a controlar su comportamiento. Kawashima no encontró evidencia directa para un daño cerebral permanente.
En 2003, Kawashima fue el autor de Train Your Brain: 60 Days to a Better Brain, que tuvo un gran éxito en Japón. Cuando fue lanzado en el resto del mundo, vendió más de 2.5 millones de copias. Un programa de mano fue desarrollado más tarde y en 2005 fue presentado el juego Brain Age: Train Your Brain in Minutes a Day! para Nintendo DS. Después se lanzó su secuela Brain Age 2: More Training in Minutes a Day. Más tarde participó en el desarrollo de dos juegos de Nintendo para el servicio DSi ware de Nintendo DSi, ambos tomaban ejercicios de la serie Brain Age, agregándole nuevos ejercicios. El señor Kawashima ha usado el dinero ganado con sus videojuegos para construir dos laboratorios.
En 2007, se publica una versión en inglés de Train Your Brain: 60 Days to a Better Brain en Penguin Books.
En junio de 2009, Namco Bandai estrenó otro videojuego protagonizado por Kawashima titulado Brain Exercise with Dr. Kawashima para la plataforma de iPhone OS .
También en junio de 2009, los desarrolladores de las compañías alemanas Chimera Entertainment y BBG Entertainment estrenaron el juego "Train your Brain with Dr. Kawashima" para PC y Mac OS.
En febrero de 2011, el Dr. Kawashima presentó su videojuego Body and Brain Connection para el sistema de Kinect compatible para Xbox 360.